# Karlsruher Institut für Technologie
Karlsruher Institut für Technologie (KIT) – najstarsza, założona w 1825, niemiecka uczelnia o charakterze technicznym i najstarsza spośród uczelni w Karlsruhe.

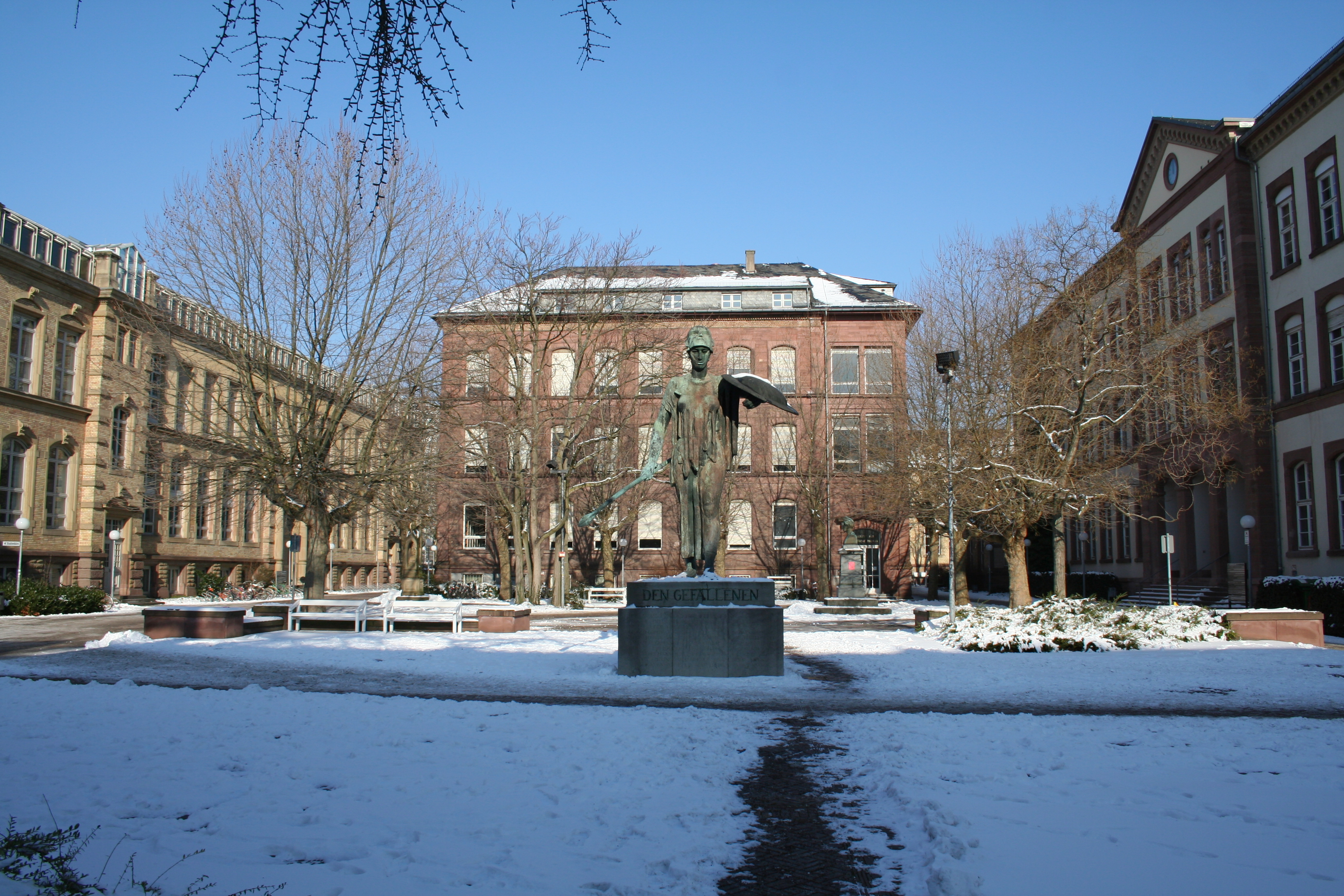
Dziedziniec honorowy między gmachami rektoratu, starego Wydz. Fizyki i AOC (Starej Chemii Organicznej)

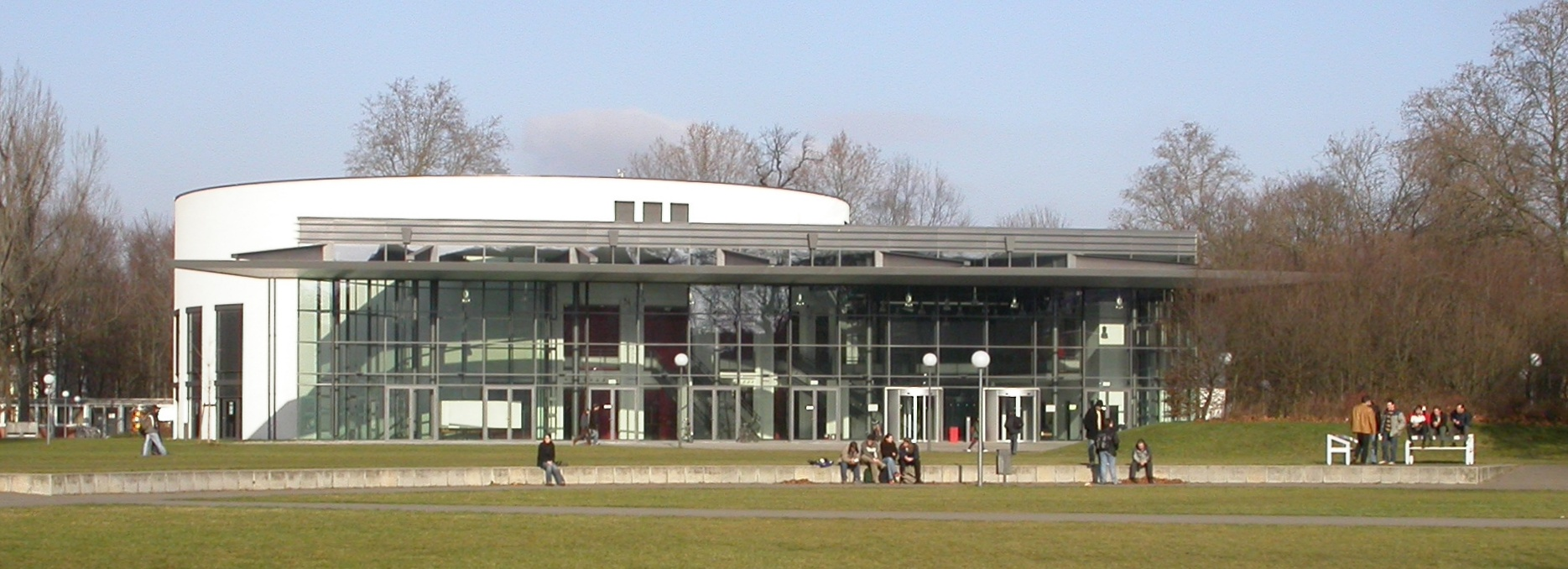
Główna sala wykładowa Audimax przy Forum

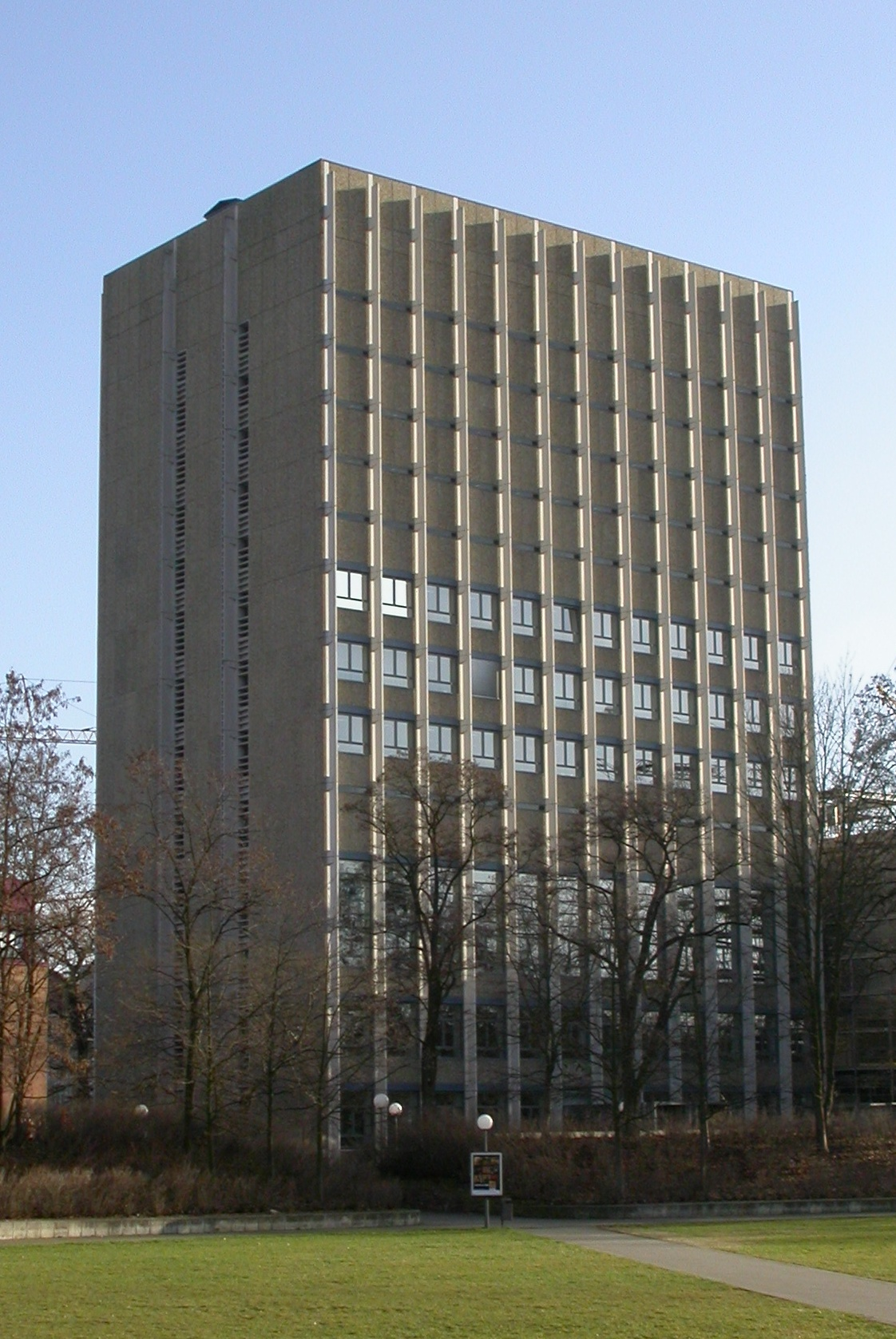
Stara biblioteka uniwersytecka

Instytut powstał w 2009 z połączenia Universität Karlsruhe (wcześniej Technische Hochschule Fridericiana) i Forschungszentrum Karlsruhe.
Uczelnia posiada jedenaście wydziałów: matematyki, fizyki, chemii i biologii, nauk humanistycznych i społecznych, architektury, budownictwa i ochrony środowiska, maszynoznawstwa, inżynierii i technologii chemicznej, elektrotechniki i telekomunikacji, informatyki oraz ekonomii.

## Historia
Uczelnia została założona przez wielkiego księcia Ludwika I 7 października 1825 jako Polytechnikum na wzór École polytechnique w Paryżu. W 1865 Fryderyk I podwyższył rangę uczelni, nadając nazwę Technische Hochschule (Wyższa Szkoła Techniczna). W 1902 r., honorując założyciela, nadano uczelni kolejny element nazwy Fridericiana, TH Fridericiana. W polskim piśmiennictwie uczelnia w tym okresie jest zwykle określana jako Politechnika w Karlsruhe. W 1888 Heinrich Hertz udowodnił w swojej pracowni (obecnie mieszczącej salę wykładową im. Hertza) istnienie fal elektromagnetycznych. W 1900 uczelnia otrzymała prawo nadawania tytułów doktorskich, a w 1904 przyjęto na studia pierwszą w Niemczech pełnoprawną studentkę.
W 1967 Technische Hochschule Fridericiana została mocą ustawy przekształcona w Uniwersytet Karlsruhe, jednak na prośbę senatu uczelni zachowano równolegle starą nazwę. Jednocześnie utworzono wydziały ekonomii i nauk humanistycznych. W lipcu 2005 dodano do nazwy określenie Forschungsuniversität – uniwersytet badawczy.

## Rektorzy
- 1958-1961 Hans Leussink(inne języki)
- 1968-1983 Heinz Draheim(inne języki)
- 1983-1994 Heinz Kunle(inne języki)
- 1994-2002 Sigmar Wittig(inne języki)
- 2002-2012 Horst Hippler(inne języki)
- 2012-2013 Eberhard Umbach(inne języki)
- 2013-2023 Holger Hanselka(inne języki)[1]
- 2023-2024 Oliver Kraft (jako komisarz)
- od 2024 Jan Hesthaven[2]

## Budynki uczelni
Uczelnia zajmuje rozległy kampus na terenach położonych na wschód od zamku, na północ od Kaiserstraße oraz na południe od Hardtwaldu. Pierwszym gmachem uczelni był obecny rektorat, zbudowany przez Heinricha Hübscha. W jego bocznym, później dodanym skrzydle mieści się dawna pracownia Hertza. W końcu XIX wieku powstały dalsze gmachy, w tym wydziały architektury, fizyki i chemii. Uczelnia przejęła także dawny arsenał, obecnie najstarszy jej budynek. W latach 20 XX wieku powstał stadion z trybuną krytą samonośnym dachem wspornikowym, pierwszym tej wielkości na świecie. Wszystkie wymienione obiekty znajdują się w rejestrze zabytków, podobnie jak stary wieżowiec biblioteki, wzniesiony w latach 60 XX wieku.

## Znani absolwenci uczelni
- architektura: Oswald Mathias Ungers
- geologia: Robert Gerwig
- mechanika: Carl Benz, Emil Škoda, August Thyssen
- matematyka: Fritz Noether(inne języki)
- fizyka: Johann Jakob Balmer, Fritz-Rudolf Güntsch(inne języki), Edward Teller, Klaus Tschira(inne języki), Bernd Schmidbauer
- elektrotechnika i telekomunikacja: Rolf Wideröe, Dieter Zetsche, Hasso Plattner, Dietmar Hopp

### Polacy – absolwenci uczelni
- Stefan Belina-Skupiewski
- Leopold Skulski
- Mieczysław Łazarski
- Henryk Majmon
- Stefan Przanowski
- Witold Kraszewski
- Józef Zawadzki
- Władysław Folkierski